# Kristinelund
Kristinelund is een plaats in de gemeente Vänersborg in het landschap Dalsland en de provincie Västra Götalands län in Zweden. De plaats heeft 57 inwoners (2005) en een oppervlakte van 16 hectare.